# تحويل تشيرنهاوس

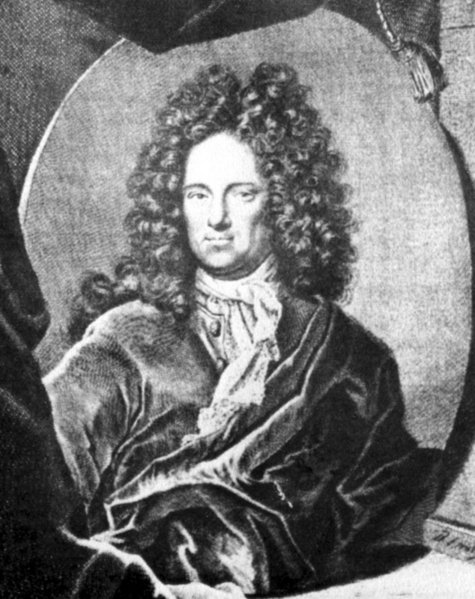
إيغنفريد والثر فون تشيرنهاوس

في الرياضيات، تحويل تشيرنهاوس هو نوع ما من التطبيقات اللائي يُطبقن على متعددات الحدود. طوره إيغنفريد والثر فون تشيرنهاوس في عام 1683.
{\displaystyle y(x)=k_{1}x^{2}+k_{2}x+k_{3}}
{\displaystyle f(x)=x^{3}+a_{2}x^{2}+a_{1}x+a_{0}}
{\displaystyle x=x(y)}
{\displaystyle f'(y)=y^{3}+a'_{2}y^{2}+a'_{1}y+a'_{0}}

## مثال: طريقة تشيرنهاوس على معادلة تكعيبية
{\displaystyle f(x)=x^{3}-px^{2}+qx-r=0}
{\displaystyle y(x;a)=x-a\longleftrightarrow x(y;a)=x=y+a.}
{\displaystyle f'(y;a)=y^{3}+(3a-p)y^{2}+(3a^{2}-2pa+q)y+(a^{3}-pa^{2}+qa-r)=0}
أو
{\displaystyle {\begin{cases}a'_{1}=3a-p\\a'_{2}=3a^{2}-2pa+q\\a'_{3}=a^{3}-pa^{2}+qa-r\end{cases}}.}